# 亚历山大·麦肯齐
亚历山大·麦肯齐（Alexander Mackenzie，1822年1月28日—1892年4月17日），加拿大自由党政治人物，1873年-1878年担任加拿大总理。他是首位自由党出身的总理。麦肯齐在任内致力改革和简化政府架构。他引入不记名投票。设立加拿大最高法院；在安大略省建立加拿大皇家军事学院；设立审计专员办事处；并开始兴建部份的加拿大国家铁路。

## 早年生活
1822年1月28日，麦肯齐出生于苏格兰高地南部的古老城市邓凯尔德。他家中有好几个兄弟。1842年20岁的麦肯齐和情人海伦·尼尔一道来到了上加拿大。他在金斯顿附件的一个小农村和尼尔的一家一起渡过了第一个冬天。第二年春天，他重操石匠旧业，独自承包了一些建筑，开阔了视野，并迅速的富裕了起来。1845年，他终于同20岁的海伦·尼尔结为夫妻。
1847年，麦肯齐夫妇搬到了萨尼亚市，因为他的哥哥在那里当上了市长，他的建筑生意一直很红火。联邦建立以后，他当上了“独立火灾保险公司”董事长，1852年他的妻子在生第三个孩子的时候损害了健康，不幸早逝。
当时自由党人正在召开联邦建立前的大会，麦肯齐本来只是想帮他哥哥进行政治活动的，但他很快受到乔治·布朗的影响，这位来自《环球》杂志的人成为麦肯齐的良师益友。麦肯齐也学着当上了积极倡导改革的《兰巴顿盾报》的主编。不幸的是，这家报纸因为批评当地的托利党内阁部长而犯有诽谤罪，最后倒闭。
1861年，麦肯齐被选入加拿大立法院。他是一位坚强有力的辩论家和不屈的政治组织者，麦肯齐支持建立联邦。1867年，他在加拿大自治领第一次选举中被选入众议院。乔治·布朗失败引退后，把陷入混乱和分裂之中的在野党的领导权交给麦肯齐、路德·霍尔顿、安托英艾麦·多利安、爱德华·布莱克。政府把当时安大略省总理约翰·桑福尔德·麦克唐纳看做是反对党的正式领袖，但是反对党的实权是掌握在麦肯齐及其同伙手中。桑菲尔德·麦克唐纳实际上是约翰·麦克唐纳的盟友。
自由党人仍然希望乔治·布朗出来领导他们；麦肯齐也真诚的希望乔治·布朗重新出山。他写信给一位朋友说“我确实腻歪透了，真希望摆脱这种可恶的生活。”但乔治·布朗不愿复出；1872年自由党人参加大选失败以后，安大略和魁北克的自由党委员会被迫重新推举领袖。布莱克拒绝了这一职务后，委员会勉强选择了第3号人物麦肯齐，而麦肯齐也很勉强的接受了这一职位。他本来是希望在布莱克手下继续工作的，（布莱克担任安大略省首席部长时，麦肯齐担任该省的财政部长。）

## 担任总理
1873年11月，麦肯齐刚刚接任自由党领袖不久，麦克唐纳政府在“太平洋铁路丑闻”中倒台。自由党领袖麦肯齐应邀组织政府。1874年1月，这位来自苏格兰珀斯郡山村的穷孩子在选举中大胜。52岁的麦肯齐已经爬上了本杰明·迪斯雷利所说的“油腻的竹竿”的顶端、这位绝对正直的人经过忠诚和无私的奉献以后终于得到了报酬。 麦肯齐第二次结婚，娶了来自珀斯郡的简·西姆，她是一位可爱的女主人；麦肯齐首相从此精神愉快，在办公室里喜形于色。
但是，麦肯齐的麻烦为期不远。就像60年后的威廉·莱昂·麦肯齐·金一样，被赶下台的麦克唐纳正好躲过了日益严重的经济萧条。为了增加税收，麦肯齐被迫把进入加拿大的工业产品的关税由原来的15%提高的17.5%。这种做法虽然违背了他的自由贸易原则，但麦肯齐没有别的选择，因为在那个年代财政赤字被认为是不道德的东西。
加拿大官员厌恶的铁路业给新政府带来灾难。保守党人曾许诺在1881年前完成通往不列颠哥伦比亚的铁路。麦肯齐知道这是不可能的。尽管麦肯齐投入了大量的金钱，但是仍有人指责他怠慢了铁路工程。铁路线要通过崎岖地带减慢了勘测工作。麦肯齐抱怨说“即使我得到了印度的全部财富，也无法加快工程的进度。”
麦肯齐还在魁北克受挫，因为他缺乏一名强有力的法裔加拿大助手。他错误的任命有才干的安托英艾麦·多利安为魁北克首席法官，但却没有人接替多利安原来的职务。1874年威尔弗里德·劳雷尔第一次被选入议会，但他太年轻不能领导来自魁北克的议员。直到1877年，劳雷尔才进入动荡不安而且管理混乱的政府。
为人精明但性格动荡的爱德华·布莱克在1874年的大选以后推出了内阁，企图争夺麦肯齐的职位。布莱克发表演说，全面攻击政府的政策，动摇了麦肯齐的政府。经过一段冷却时间以后，麦肯齐第二次把布莱克召进内阁，担任司法部长。因此内阁中只有性格暴躁的财政部长理查德·卡特赖特（他说布莱克“总是不能够衷心替别人效劳”）是一位真正能干的部长，所以麦肯齐没有记仇的余地。
这位首相一方面深受经济萧条和同僚们的拖累，这些同僚既平庸无能又经常背信弃义；另一方面又负责沉重的工作（麦肯齐兼任公共工程部长）。于此同时，麦克唐纳已经重振旗鼓，寻找机会卷土重来。麦克唐纳也来越明智，他利用经济萧条时期民众的忧虑以及自由党的力量在魁北克被削弱之机，宣布了自己的治国方针，调整关税，保护制造业主和农产主的利益。1878年，麦克唐纳的保守党重返政坛。
麦肯齐惊奇的说：“我的政府因拒绝多收税，不愿提高消费品价格而被赶下台。如果这是全体人民的意志，岂不令人遗憾吗？保守党人说，通过一项议会法案就可以让各个阶层富裕起来；民众居然相信了。他不仅精神痛苦，而且身体多病，守偏瘫的折磨，他最后几乎不能说话。

## 被迫辞职及晚年生活
如果说当初麦肯齐是勉强接任了自由党领袖的职务的话，现在他知道自由党盼望他早些让位，但他还不愿撒手。在1880年的自由党代表大会上，麦肯齐拒绝了党的决策委员会的劝告，同年4月议会中的五名自由党代表来到麦肯齐的办公室，决意向他讨论领袖问题。威尔弗里德·劳雷尔给了他最后一击，他宣言“败军更换自己的统帅完全是人类的天性。”第二天，麦肯齐就辞去了领袖职务，由布莱克继任。辞职那天，麦肯齐在下院演讲：“从现在起，我不再用言行为别人效劳，只为自己效劳。”虽然麦肯齐被剥夺了领袖职务，但他去世前一直担任加拿大国会下议院议员。1892年4月17日逝世，享年70岁。

## 评价
同麦克唐纳一样，亚历山大·麦肯齐也是来自苏格兰，靠个人奋斗起家，但在其他方面，这两人完全不同。他支持禁酒运动，不过很清楚，在全国展开禁酒运动是得不到公众支持的，麦肯齐为人诚实的无懈可击，而且笃信宗教。
麦肯齐为人严厉，单调而精明。他为自己的国家和政党作了大量的工作以后逐渐脱颖而出。但国家和政党都没有给他应有的报酬。他的自由党同僚从未给他任何慰藉。麦肯齐崇拜乔治·布朗，但乔治·布朗利用了麦肯齐的忠诚，加重了他的生活负担。精明而任性的爱德华·布莱克虽然是麦肯齐的同僚，但他攻击麦肯齐的政策，破坏麦肯齐的领导地位。
麦肯齐的为人比他的自由党同僚想象的要好，他缺乏麦克唐纳的想象能力和管理才能，但为人执着地忠实，同麦克唐纳一样，麦肯齐热爱自己定居的这个国家。他的这些品质还不足以保证他能身负重任。继布莱克担任自由党领袖的威尔弗里德·劳雷尔在评价麦肯齐的性格和能力时承认：“麦肯齐没有具备领导一个政党或一个国家的所必须的创造力和视野。”